# Tony Lavelli
Anthony "Tony" Lavelli, Jr. (Somerville, Massachusetts, 11 de julio de 1926 - Laconia, Nuevo Hampshire, 8 de enero de 1998)  fue un jugador de baloncesto estadounidense que disputó dos temporadas en la NBA. Con 1,90 metros de estatura, jugaba en la posición de alero. Fue, además, un afamado acordeonista.

## Trayectoria deportiva

### Universidad
Jugó durante cuatro temporadas con los Bulldogs de la Universidad de Yale, en las que promedió 20,1 puntos por partido. En 1949 lideró a su equipo en la consecución del título de la Ivy League, batiendo al finalizar su carrera el récord de anotación de un jugador de la NCAA con 1.964 puntos, que hasta ese momento poseía George Mikan con 1.870.

### Profesional
Fue elegido en la cuarta posición del Draft de la BAA de 1949 por Boston Celtics, en una época en la que los Celtics buscaban jugadores locales para atraer al público al estadio. En su única temporada en el equipo promedió 8,8 puntos por partido. Al año siguiente fichó por New York Knicks, donde jugaría su última temporada en la NBA.
Posteriormente, jugó durante tres años con el College All-Stars, el equipo que en aquella época acompañaba las giras de los Harlem Globetrotters, amenizando además los descansos con su acordeón.

## Estadísticas de su carrera en la NBA

### Temporada regular
| Temporada | Edad | Equipo          | Liga | P  | TIT | MIN | TC  | TCA | %TC  | 3P | 3PA | %3P | TL  | TLA | %TL  | R.OF. | R.DEF. | REB | ASIS | ROB | TAP | PER | FP  | PTS |
| 1949-50   | 23   | Boston Celtics  | NBA  | 56 |     |     | 2.9 | 7.8 | .372 |    |     |     | 3.0 | 3.5 | .853 |       |        |     | 0.7  |     |     |     | 1.9 | 8.8 |
| 1950-51   | 24   | New York Knicks | NBA  | 30 |     |     | 1.1 | 3.1 | .344 |    |     |     | 1.2 | 1.4 | .854 |       |        | 2.0 | 0.8  |     |     |     | 1.9 | 3.3 |
| Total     |      |                 | NBA  | 86 |     |     | 2.3 | 6.2 | .367 |    |     |     | 2.4 | 2.8 | .853 |       |        | 2.0 | 0.7  |     |     |     | 1.9 | 6.9 |

### Playoffs
| Temporada | Edad | Equipo          | Liga | P | MIN | TCA | TC | 3PA | 3P | TLA | TL | R.OF. | REB | ASIS | ROB | TAP | PER | FP | PTS | %TC  | %3P | %FT   | MIN | PTS | REB | AST |
| 1950-51   | 24   | New York Knicks | NBA  | 2 |     | 1   | 5  |     |    | 2   | 2  |       | 1   | 1    |     |     |     | 2  | 4   | .200 |     | 1.000 |     | 2.0 | 0.5 | 0.5 |
| Total     |      |                 | NBA  | 2 |     | 1   | 5  |     |    | 2   | 2  |       | 1   | 1    |     |     |     | 2  | 4   | .200 |     | 1.000 |     | 2.0 | 0.5 | 0.5 |

## Vida posterior
Tras dejar el baloncesto, se dedicó por entero a la música, como compositor e intérprete. Grabó dos discos a lo largo de su carrera: All-American Accordionist y Accordion Classics. Falleció en 1998 en su casa de Laconia, Nuevo Hampshire, a los 71 años de edad, víctima de un infarto de miocardio.